# West Point (Misisipi)
West Point es una ciudad situada en el condado de Clay, Misisipi, Estados Unidos. Tiene una población estimada, a mediados de 2023, de 9770 habitantes.
Es la sede del condado.

## Demografía

### Censo de 2020
Según el censo de 2020, en ese momento la localidad tenía una población de 10 105 habitantes. La densidad de población era de 186.75 hab./km². Había 4825 viviendas, lo que implicaba una densidad de 89.2 viviendas/km².
| Raza                   | Núm. | Porc.  |
| ---------------------- | ---- | ------ |
| Afroamericanos         | 6285 | 62.20% |
| Blancos                | 3476 | 34.40% |
| Amerindios             | 28   | 0.28%  |
| Asiáticos              | 41   | 0.41%  |
| Isleños del Pacífico   | 1    | 0.01%  |
| De otras razas         | 66   | 0.65%  |
| De una mezcla de razas | 208  | 2.06%  |

Del total de la población, el 0.89% eran hispanos o latinos de cualquier raza.

### Estimación 2018-2022
Según la estimación 2018-2022 de la Oficina del Censo, el 23.6% de los habitantes tienen menos de 18 años, el 56.1% tienen entre 18 y 64 años de edad, y el 20.3% tiene 65 años o más. La edad promedio es de 37.7 años.
Los ingresos medios de los hogares de la localidad son de $32,846 y los ingresos medios de las familias son de $40,694. Los ingresos per cápita en los últimos doce meses, medidos en dólares de 2022, son de $23,605. Alrededor del 28.7% de la población está por debajo de la línea de pobreza, entre ellos el 46.5% de los menores de 18 años y el 18.5% de quienes tienen 65 años o más.

## Geografía
Según la Oficina del Censo, la localidad tiene una superficie total de 54.73 km², de los cuales 54.11 km² corresponden a tierra firme y 0.62 km² están cubiertos de agua.